# Oussama Benbot
Oussama Benbot (en arabe : أسامة بن بوط) est un footballeur algérien né le 11 octobre 1994 à Aïn M'lila dans la wilaya d'Oum El Bouaghi. Il évolue au poste de Gardien de but à l'USM Alger.

## Biographie

### En club
En juin 2018, Benbot s'engage, avec la JS Kabylie, pour trois saisons. Lors de sa première saison avec les Canaris, en 2018-2019, n'arrivant pas à s'imposer devant le gardien international Abdelkader Salhi, il joue que deux matchs, sous la houlette de l'entraîneur français Franck Dumas. Au début de la saison 2019-2020, après le départ de Dumas, l'entraîneur des gardiens de la JSK Omar Hamenad pousse le premier gardien du club kabyle Salhi à la sortie, pour pouvoir donner du temps de jeu à Benbot.

### En sélection nationale
Le 29 décembre 2023, il est retenu dans la liste des vingt-sept joueurs algériens sélectionnés par Djamel Belmadi pour disputer la Coupe d'Afrique des nations 2023.

## Statistiques

### En club
| Saison                | Club                  | Championnat           | Championnat | Championnat | Coupe nationale | Coupe nationale | Coupe de la Ligue | Coupe de la Ligue | Compétition(s) continentale(s) | Compétition(s) continentale(s) | Compétition(s) continentale(s) | Supercoupe CAF | Supercoupe CAF | Total | Total |
| Saison                | Club                  | Division              | M.          | B.          | M.              | B.              | M.                | B.                | Comp.                          | M.                             | B.                             | M.             | B.             | M.    | B.    |
| 2014-2015             | US Chaouia            | Ligue 2               | 7           | 0           | 1               | 0               | -                 | -                 | -                              | -                              | -                              | -              | -              | 8     | 0     |
| 2015-2016             | US Chaouia            | Ligue 2               | 30          | 0           | -               | -               | -                 | -                 | -                              | -                              | -                              | -              | -              | 30    | 0     |
| Sous-total            | Sous-total            | Sous-total            | 37          | 0           | 1               | 0               | -                 | -                 | -                              | -                              | -                              | -              | -              | 38    | 0     |
| 2016-2017             | USM Bel Abbès         | Ligue 1               | 1           | 0           | -               | -               | -                 | -                 | -                              | -                              | -                              | -              | -              | 1     | 0     |
| 2016-2017             | DRB Tadjenanet        | Ligue 1               | 1           | 0           | -               | -               | -                 | -                 | -                              | -                              | -                              | -              | -              | 1     | 0     |
| 2017-2018             | AS Aïn M'lila         | Ligue 2               | 16          | 0           | 2               | 0               | -                 | -                 | -                              | -                              | -                              | -              | -              | 18    | 0     |
| 2018-2019             | JS Kabylie            | Ligue 1               | 2           | 0           | -               | -               | -                 | -                 | -                              | -                              | -                              | -              | -              | 2     | 0     |
| 2019-2020             | JS Kabylie            | Ligue 1               | 19          | 0           | 1               | 0               | -                 | -                 | CAF                            | 9                              | 0                              | -              | -              | 29    | 0     |
| 2020-2021             | JS Kabylie            | Ligue 1               | 23          | 0           | -               | -               | 4                 | 0                 | CAF2                           | 13                             | 0                              | -              | -              | 40    | 0     |
| Sous-total            | Sous-total            | Sous-total            | 44          | 0           | 1               | 0               | 4                 | 0                 | -                              | 22                             | 0                              | -              | -              | 71    | 0     |
| 2021-2022             | USM Alger             | Ligue 1               | 19          | 0           | -               | -               | -                 | -                 | -                              | -                              | -                              | -              | -              | 19    | 0     |
| 2022-2023             | USM Alger             | Ligue 1               | 24          | 0           | -               | -               | -                 | -                 | CAF2                           | 16                             | 0                              | -              | -              | 40    | 0     |
| 2023-2024             | USM Alger             | Ligue 1               | 14          | 0           | 2               | 0               | -                 | -                 | CAF2                           | 10                             | 0                              | 1              | 0              | 27    | 0     |
| 2024-2025             | USM Alger             | Ligue 1               | 23          | 0           | 4               | 0               | -                 | -                 | CAF2                           | 9                              | 0                              | -              | -              | 36    | 0     |
| Sous-total            | Sous-total            | Sous-total            | 80          | 0           | 6               | 0               | -                 | -                 | -                              | 35                             | 0                              | 1              | 0              | 122   | 0     |
| Total sur la carrière | Total sur la carrière | Total sur la carrière | 179         | 0           | 10              | 0               | 4                 | 0                 | -                              | 57                             | 0                              | 1              | 0              | 251   | 0     |

### En équipe nationale
| Saison                | Sélection             | Phases finales        | Phases finales | Phases finales | Éliminatoires CDM | Éliminatoires CDM | Éliminatoires CAN | Éliminatoires CAN | Matchs amicaux | Matchs amicaux | Total | Total |
| Saison                | Sélection             | Compétition           | M              | B              | M                 | B                 | M                 | B                 | M              | B              | M     | B     |
| --------------------- | --------------------- | --------------------- | -------------- | -------------- | ----------------- | ----------------- | ----------------- | ----------------- | -------------- | -------------- | ----- | ----- |
| 2022-2023             | Algérie               | -                     | -              | -              | -                 | -                 | 0                 | 0                 | 0              | 0              | 0     | 0     |
| 2023-2024             | Algérie               | -                     | -              | -              | 0                 | 0                 | -                 | -                 | 0              | 0              | 0     | 0     |
| 2024-2025             | Algérie               | -                     | -              | -              | 0                 | 0                 | 0                 | 0                 | 1              | 0              | 1     | 0     |
| Total sur la carrière | Total sur la carrière | Total sur la carrière | -              | -              | 0                 | 0                 | 0                 | 0                 | 1              | 0              | 1     | 0     |

### Matchs internationaux
Le tableau suivant liste les rencontres de l'équipe d'Algérie dans lesquelles Oussama Benbot a été sélectionné depuis le 5 juin 2025 jusqu'à présent :

## Palmarès

### Palmarès en club
| AS Aïn M'lila                      | JS Kabylie (1) | USM Alger (3) |
| ---------------------------------- | --- | --- |
| - Ligue 2 : - Vice-champion : 2018 | - Ligue 1 : - Vice-champion : 2019 - Coupe de la Ligue (1) : - Vainqueur : 2021 - Coupe de la confédération CAF : - Finaliste : 2021 | - Coupe de la confédération CAF (1) : - Vainqueur : 2023 - Supercoupe de la CAF (1) : - Vainqueur : 2023 - Coupe d'Algérie (1) : ○ Vainqueur : 2025 |